# طوطی‌نوک سرسیاه
طوطی‌نوک سرسیاه (نام علمی: Paradoxornis margaritae) نام یک گونه از تیره چرخ‌ریسک‌نمایان است.